# Hjo
Hjo (em sueco: Hjo;  ouça a pronúncia) ou Hio[carece de fontes?] é uma pequena cidade sueca da província da Västergötland, na região da Gotalândia, no sul da Suécia.

Está situada na margem oeste do lago Vättern.

É um destino turístico muito procurado, dispondo de uma apreciada praia de banhos e de um dos melhores portos do lago Vättern, de onde sai o navio a vapor S/S Trafik com destino à ilha de Visingsö.

Possui 4,97 quilômetros quadrados e segundo o censo de 2021, havia 6 357 residentes. 

É a sede da comuna de Hjo, pertencente ao condado da Västra Götaland.